# Comuna Kureacivka, Starobilsk
Kureacivka (în ucraineană Курячівка) este o comună în raionul Starobilsk, regiunea Luhansk, Ucraina, formată din satele Dubovivka, Hannivka și Kureacivka (reședința).

## Demografie
Componența lingvistică a comunei Kureacivka
     Ucraineană (92,96%)
     Rusă (6,95%)
     Alte limbi (0,09%)
Conform recensământului din 2001, majoritatea populației comunei Kureacivka era vorbitoare de ucraineană (92,96%), existând în minoritate și vorbitori de rusă (6,95%).